# Письмо Иоганна Полиандера Каспару Бернеру о янтаре и судовах
Письмо Иоганна Полиандера Каспару Бернеру о янтаре и судовах — написанное в 1525 г. управляющим церковным приходом Старого города в Кёнигсберге Иоганном Полиандером письмо к своему другу директору лейпцигской школы св. Фомы Каспару Бернеру. Содержит описание обычаев прусского племени судовов и добычи ими янтаря.

## Издания
- Johannes Poliander ueber den Bernstein und die Sudauer // Scriptores rerum Prussicarum. Bd. VI. Frankfurt am Main. 1968.

## Переводы на русский язык
- Письмо Иоганна Полиандера Каспару Бернеру о янтаре и судовах Архивная копия от 28 ноября 2011 на Wayback Machine в переводе с нем. В. Шульзингера на сайте Восточная литература